# لندست ۲
لندست ۲ (انگلیسی: Landsat 2) دومین ماهواره از پروژه لندست ایلات متحده است. این ماهواره ابتدا "ماهواره فناوری منابع زمین B" نام داشت که سپس به لندست ۲ تغییر نام یافت و در ۲۲ ژانویه ۱۹۷۵ به فضا پرتاب شد. ماهواره لندست ۲ اگرچه ابتدا برای کاربرد یک ساله طراحی شده بود، اما بیش از ۷ سال به فعالیت پرداخت و فعالیت آن در فوریه ۱۹۸۲ پایان یافت.